# Rue de Vézelay
La rue de Vézelay est une voie du 8e arrondissement de Paris. 

## Situation et accès
Elle commence rue de Lisbonne et se termine rue de Monceau.

## Origine du nom
La rue de Vézelay tient son nom de Jacques Louis Guillaume Bouret de Vézelay (1733-1801), trésorier général de l'Artillerie et du Génie et grand spéculateur immobilier à la fin de l’Ancien Régime, qui possédait de vastes terrains dans le quartier.

## Historique
Cette rue est ouverte en 1863 sur un ancien passage qui appartenait à M. Bouret de Vézelay et prend sa dénomination actuelle le 26 février 1867.

## Bâtiments remarquables et lieux de mémoire
- No 8 : ateliers (téléphone Wagram 98-20) de l'architecte Robert Mallet-Stevens dans les années 1920.
- No 11 bis : bibliothèque musicale La Grange-Fleuret. Elle est installée depuis 1986 dans un hôtel particulier acquis à cette fin par ses fondateurs, les musicologues Maurice Fleuret et Henry-Louis de La Grange. D'abord dénommée « Bibliothèque musicale Gustav Mahler », elle prend le nom de « Médiathèque musicale Mahler » en 2002, puis « Bibliothèque musicale La Grange-Fleuret » à compter de sa réouverture en 2021[1].
- No 15 : l'écrivain et dramaturge français Tristan Bernard (1866-1947) y a vécu et son fils le réalisateur et scénariste Raymond Bernard (1891-1977) y est né.
Siège du Comité France-Allemagne à partir de 1938[2].
- No 18 : siège de l'Union nationale des combattants.